# Nicponie
Nicponie (niem. Liebenthal) – kolonia w Polsce położona w województwie pomorskim, w powiecie chojnickim, w gminie Chojnice.
Miejscowość na Pojezierzu Krajeńskim i na zachodnim krańcu Tucholskiego Parku Krajobrazowego, jest częścią składową sołectwa Lotyń.
W latach 1975–1998 miejscowość administracyjnie należała do województwa bydgoskiego.